# Kemal Kolenovic
Kemal Kolenovic, né le 6 juin 1978 au Monténégro et mort le 31 décembre 2006 à New York, est un boxeur monténégrin d'ethnie albanaise.

## Biographie
Résidant à New York depuis 1993, il combat dans la catégorie des poids welters. Dans sa carrière professionnelle, il remporte 10 combats, dont 5 par KO, et en perd 6. Son principal succès est un titre de champion de l'état de New-York gagné en 2003 aux dépens de Fontaine Cabell. L'année suivante, il s'inclinera aux points contre Carlos Quintana, futur champion du monde WBO de la catégorie.
Il est tué par le conducteur d'un SUV sur un trottoir du Bronx, après s'être interposé dans une bagarre entre Albanais dans un bar,.